# オグルマ
オグルマ（小車、学名：Inula britannica subsp. japonica）は、キク科オグルマ属の越年草または多年草。ヨーロッパから極東ロシア、日本まで広く分布するカラフトオグルマ Inula britannica subsp. britannica を基準亜種とする亜種。

## 特徴
地下に根茎はなく、根から不定芽を出して繁殖する。茎は直立して、上部で分枝し、高さ20-60cmになり、まばらに毛が生える。根出葉と茎下部の葉は花時には枯れて存在しない。茎につく葉は互生し、長楕円形から披針状長楕円形で、長さ5-10cm、幅1-3cmになり、先端は鋭頭、基部は円形で細まって茎を半ば抱く。茎中部の葉が最も大きく、上部のものはやや小さいが同じ形状。葉の縁には低い歯状の鋸歯がある。葉質はやや硬い。
花期は7-10月。茎の上部で分枝し、枝先に1個ずつの頭状花序を散房状につける。頭花は黄色で径2.5-3.8cm、縁につく舌状花は雌性で、1列に並び、先端は浅く歯状に3裂する。頭花中央部には両性の筒状花が多数つき、筒部の先端は5裂する。総苞は半球形で長さ7-8mm、径13-19mmになり、ときに直下に葉状の苞があり、総苞片は5列あり、外片は披針形で緑色、縁に短毛が生える。果実は痩果で、長さ約1mm、10肋があり、毛が生える。冠毛は長さ約5mmになる。染色体数2n=16、24。

## 分布と生育環境
日本では、北海道、本州、四国、九州に分布し、湿地、休耕田、川岸など、湿った場所に生育する。同属のホソバオグルマ Inula linariifolia と比べ、人為的な攪乱にさらされる場所を好む。世界では、朝鮮半島、中国大陸、ウスリー、アムール、モンゴルに分布する。

## 名前の由来
和名オグルマは「小車」の意。『新分類 牧野日本植物図鑑』では、小車の意味は、「端正な頭状花序の放射状に出た舌状花から小さい車を想起した名である」としている。
種小名（種形容語）britannica は、「英国の」の意味であるが、基準亜種のカラフトオグルマ Inula britannica はイギリスには野生しない。種形容語 britannica は、古代の植物名 Herba Britannica によったもの。亜種名 japonica は、「日本の」の意味である。

## 基準亜種
基準亜種は、カラフトオグルマ Inula britannica L. (1753) subsp. britannica。別名、ヨウシュオグルマ、マンシュウオグルマ、ツイミオグルマ。全体の姿や生態はオグルマに似る。オグルマと比べ、背丈が低く、高さ20-40cmになる。茎の上部に生える毛が多く、葉は細く、上部の葉は披針形、下部のものは倒披針状長楕円形から狭長楕円形になり、葉の基部が広がって茎を抱く。葉の裏面に毛が多く生える。頭花はオグルマとほぼ同じである。日本では、北海道、本州の東北地方の太平洋側に分布し、湿地に生育する。世界では、樺太以北の極東ロシア、シベリア、中国大陸（東北部）、モンゴル、中央アジア、ヨーロッパに広く分布する。

## 保全状況評価
国（環境省）でのレッドデータブック、レッドリストの選定はない。都道府県のレッドデータ、レッドリストの選定状況は、次のようになっている。埼玉県-準絶滅危惧(NT)、千葉県-要保護植物(C)、東京都-絶滅危惧IA類(CR)、神奈川県-準絶滅危惧(NT)、富山県-絶滅危惧II類、石川県-絶滅危惧I類(CR+EN)、三重県-準絶滅危惧(NT)、滋賀県-その他重要種、京都府-絶滅危惧種、大阪府-絶滅危惧I類、兵庫県-Cランク、奈良県-希少種、和歌山県-絶滅危惧IB類(EN)、徳島県-絶滅危惧II類(VU)、香川県-絶滅危惧I類(CR+EN)、愛媛県-絶滅危惧IB類(EN)、福岡県-絶滅危惧II類(VU)、長崎県-絶滅危惧IB類(EN)、熊本県-準絶滅危惧(NT)、鹿児島県-絶滅危惧II類、沖縄県-情報不足(DD)。

## ギャラリー

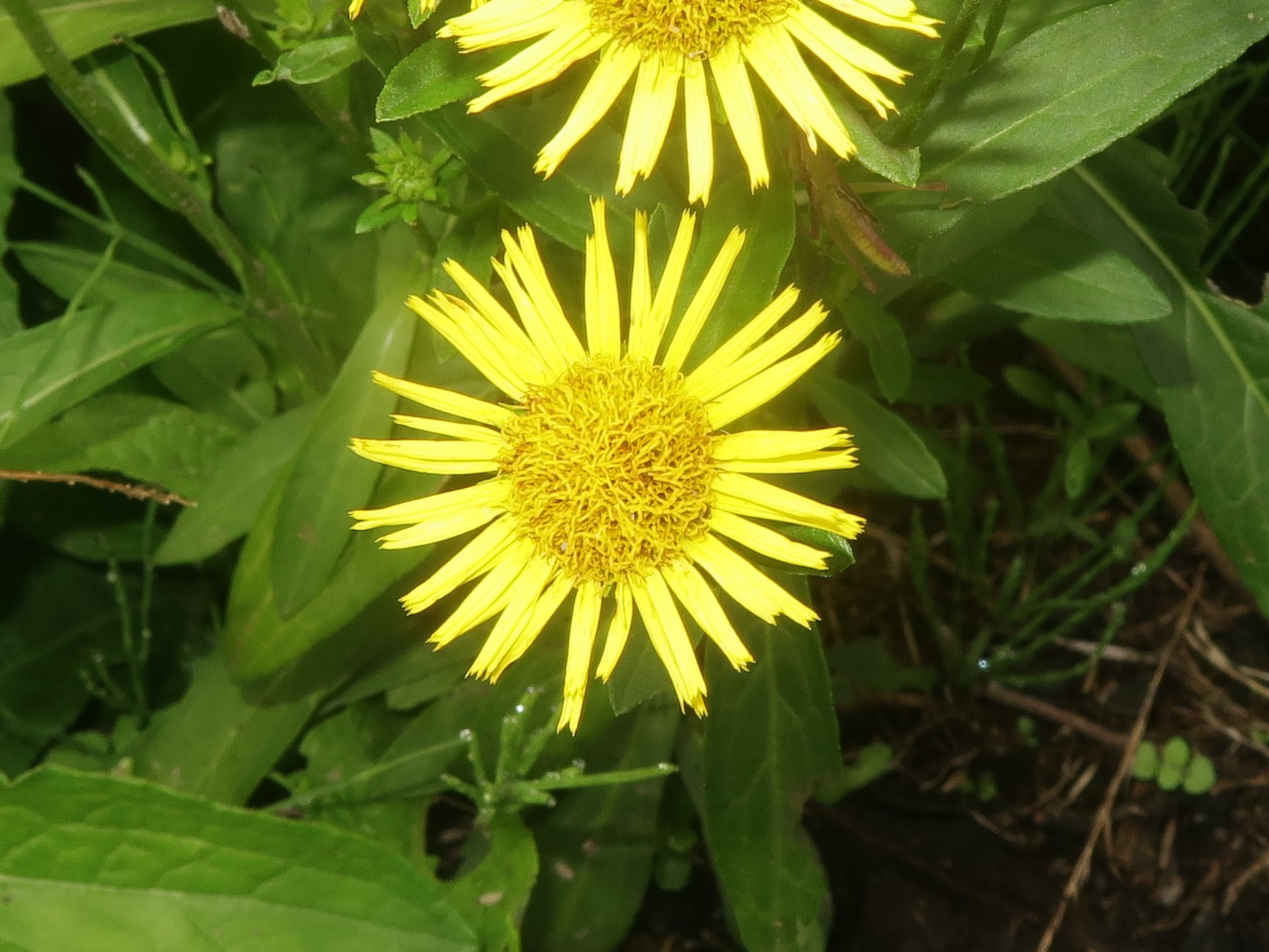
頭花の縁につく舌状花は1列で、先端が浅く歯状に3裂する。中央は筒状花で多数ある。
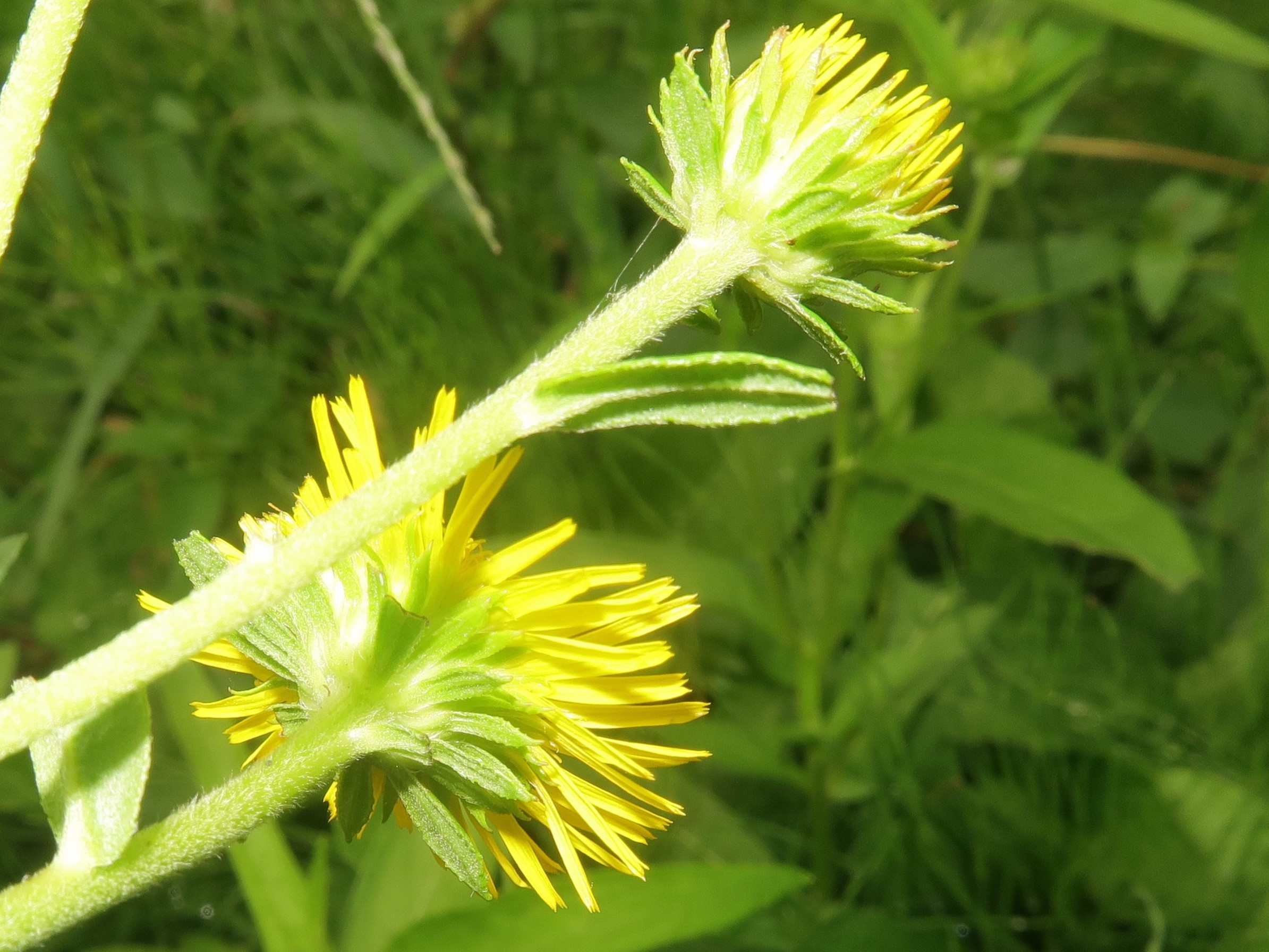
総苞は半球形。総苞片は5列あり、外片は披針形で緑色、縁に短毛が生える。
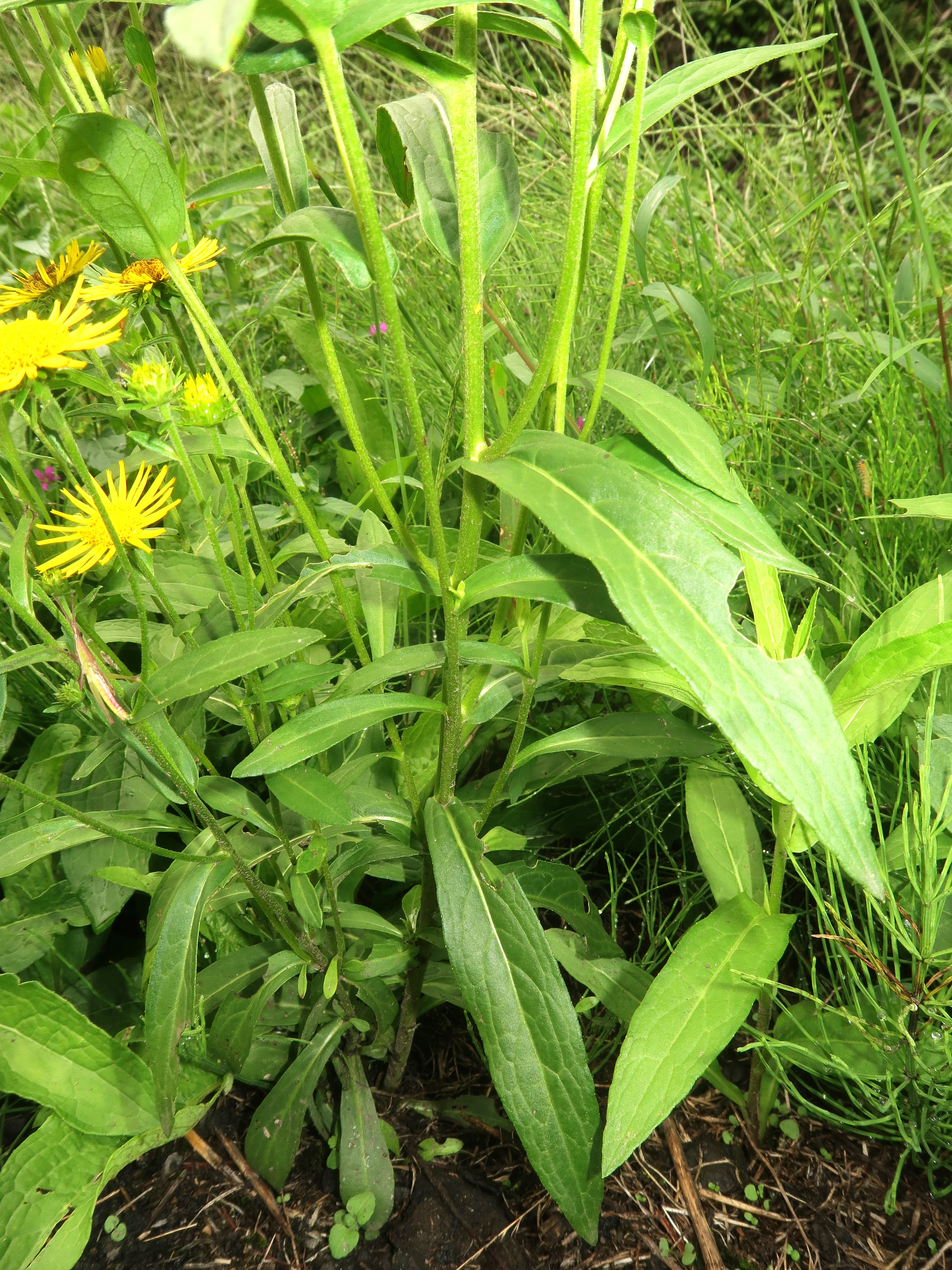
茎につく葉は互生し、長楕円形から披針状長楕円形で、先端は鋭頭、基部は円形で細まって茎を半ば抱く。根出葉と茎下部の葉は花時には枯れて存在しない。
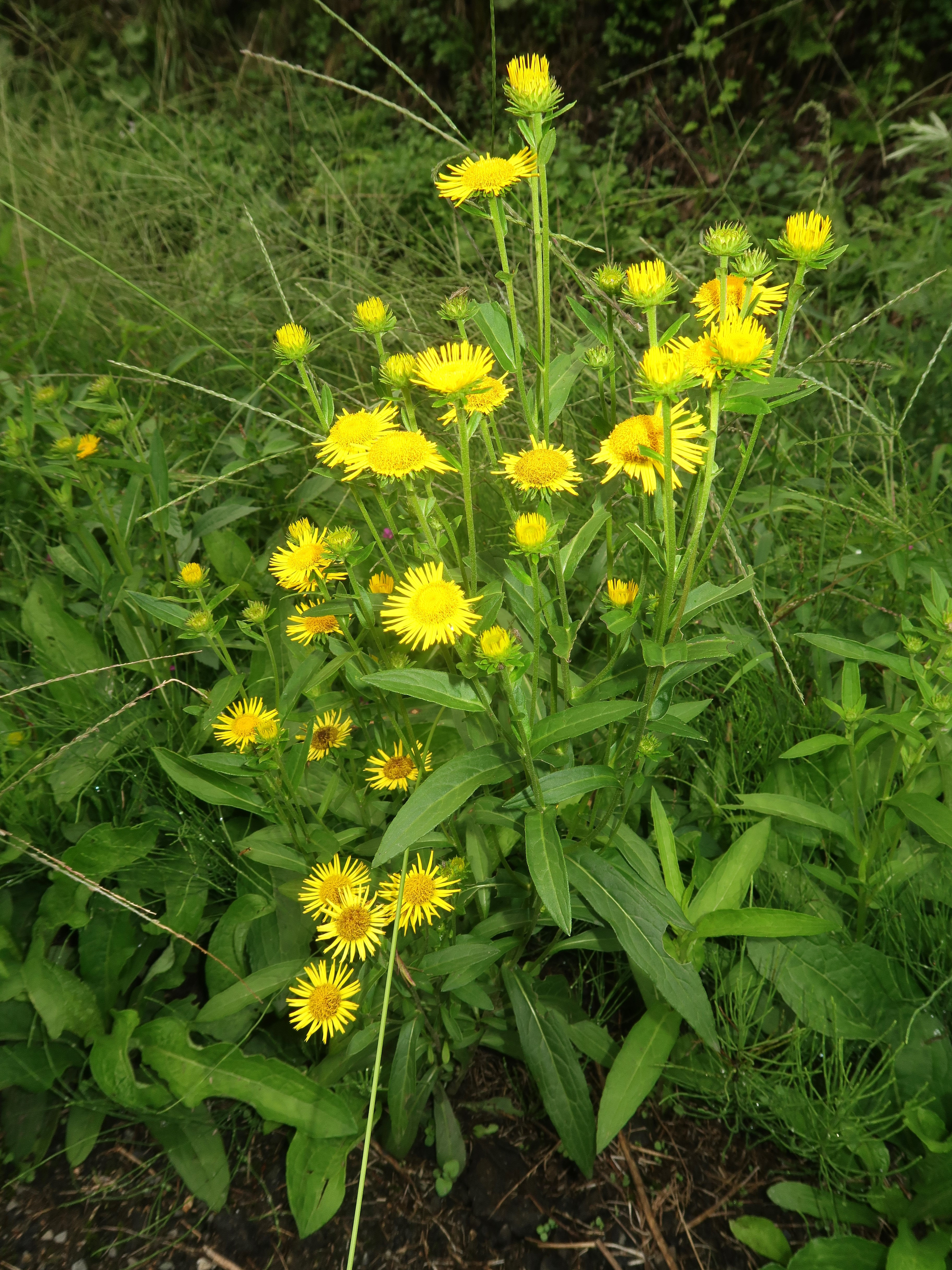
川岸のやや湿った場所に生育する。